# سبنسر هولست
سبنسر هولست (بالإنجليزية: Spencer Holst)‏ هو رسام أمريكي، ولد في 1926، وتوفي في 2001.